# 郭德潔
郭德潔（1906年—1966年3月21日）又名月仙，女，廣西桂平城廂人，中華民國政治人物，李宗仁妾室。 

## 生平
郭德潔的父親郭六經營泥水建築業，店號郭成記。 郭德潔早年就讀於城廂高等小學。1920年代初，郭德潔進入桂平女子師範學校讀書。 1922年，新桂系李宗仁的部隊駐防桂平。後經潯州水上警察廳廳長郭鳳崗介紹，郭德潔结识已婚的李宗仁。 1925年，郭德潔與駐軍桂平的潯梧鬱善後督辦李宗仁“結婚”成为李宗仁小妾。因原配李秀文退让，郭德潔得以以“李宗仁夫人”身份活动。原配大度，但身为小妾的郭德洁反而一直争风吃醋，竭力争取“唯一的李宗仁夫人”名分。1939年，蒋介石夫妇邀请李秀文到李宗仁故居探望其母，但李秀文怕郭德洁难堪而婉拒此事，亦显示其大量。1944年春节白崇禧之母九十大寿，李秀文依照习俗送去寿幛，李宗仁也不与郭德洁联名送寿幛而是单独署名赠送，郭德洁发现白家挂起李秀文所赠寿幛而不挂她所送的寿幛后大怒，在白母寿宴上撒泼大闹，大骂白家看不起她。最终为息事宁人，白家不得不将三人送的寿幛都分别挂起，此事成为郭德洁著名的负面事件。
1926年北伐戰爭開始，李宗仁任國民革命軍第七軍軍長。同時，中國國民黨廣西省黨部組織女子北伐工作隊，郭德潔任隊長，隨國民革命軍第七軍北上，編入正規部隊，稱“國民革命軍第七軍政治部婦女宣傳隊” ，負責宣傳、看護、慰勞等任務。該宣傳隊從廣西桂林出發，經長沙、武漢、九江抵達安徽，沿途寫標語，畫漫畫，發傳單，幫助各地成立農民協會、婦女協會。
1930年，中原大戰期間，李宗仁佔領長沙，計劃北上同馮玉祥、閻錫山會師中原。但因作戰不利，給養中斷，不得不撤回廣西。這時，郭德潔應一位朋友的邀請，經水路到北平旅遊，正逢各派反蔣人士在北平開會，汪精衛、閻錫山將郭德潔當作李宗仁私人特使，便派員赴天津迎接。郭德潔隨機應變，周旋其間。閻錫山答允撥40萬銀元給李宗仁，從而解了李宗仁之急。 
後來，郭德潔曾任中國國民黨廣西省黨部監察委員。 抗日戰爭爆發後，任廣西婦女抗敵後援會常務理事。抗日戰爭爆發後，李宗仁出任第五戰區司令長官，駐湖北老河口。郭德潔任第五戰區婦女工作委員會主任，負責動員婦女參加抗戰，慰問傷病員。其間，郭德潔曾回桂平，向桂平縣婦女抗敵後援會贈宣傳品及經費200元，並在婦女大會上演講。郭德潔還在廣西桂林主辦兒童教養院，收養抗戰烈士子弟及戰爭中無家可歸兒童約1000名。她還在桂林甲山創辦德智中學。 1939年7月1日，廣西新生活運動促進會婦女工作委員會在桂林成立，郭德潔任主任委員。 
抗日戰爭結束後，李宗仁出任國民政府主席北平行轅主任。郭德潔任國民政府主席北平行轅婦女工作委員會主任。 1947年，郭德潔作為婦女團體中的北平市婦女，當選第一屆國民大會代表。 
1948年4月，李宗仁競選中華民國副總統，郭德潔為其當選出力甚多。 1949年1月，蔣介石宣布引退，由李宗仁代總統。 1949年11月，李宗仁為治療胃潰瘍，偕郭德潔由南寧到香港，同年12月偕郭德潔從香港飛往美國紐約。 1950年3月，蔣介石在台灣宣布復職，李宗仁郭德潔遂長期居留美國，元配李秀文和孩子也辗转到达美国。此后李宗仁长期与李秀文共同生活，并不与郭德洁同住。 
1965年李宗仁决定回国，但担心家人孩子受到连累，于是将元配李秀文和儿孙都留在美国，7月20日，偕郭德潔歸國，定居北京。

## 逝世
郭德潔早於抗日時期時，已發現胸部出現一個小疔瘡，但因害怕在別人面前袒胸露背，而讳疾忌医，只在發作時以萬金油止癢，此事亦未被李宗仁所知曉。在1949年與李宗仁到美國後，她為了保持青春继续争宠，不听医嘱不肯彻底治疗，決定採用荷爾蒙雌激素藥，結果導致致癌。
1962年，郭德潔感疔瘡硬化時，到紐約一醫院準備切除乳房時，卻因對影響身形心有不甘而拒絕接受手術。她在1964年正式被確診為乳腺癌。到1965年再次住院時，已錯過治療時機，以致壽命只餘下七、八個月。
回国后，1966年一月至二月間，郭德潔頻頻應酬，結果令身體過度疲累，埋下病逝的伏線。1966年3月9日，郭德潔於參觀西津水庫後，乘船時因颱風吹襲，西江上波濤洶湧，令遊船十分顛簸，令郭德潔未能入睡，次日面色灰黃，舉步維艱。此後郭德潔陷於肝昏迷，一直昏迷未醒。
1966年3月19日，郭德潔病危，李宗仁從南寧趕到北京醫院探望她。3月21日零時三十分，郭德潔與世長辭，終年60歲。 